# 162937 Prêtre
162937 Prêtre è un asteroide della fascia principale. Scoperto nel 2001, presenta un'orbita caratterizzata da un semiasse maggiore pari a 3,0551150 UA e da un'eccentricità di 0,2786916, inclinata di 0,06869° rispetto all'eclittica.